# Associazione Calcio Polisportiva Afragolese 1986-1987
Questa voce raccoglie le informazioni riguardanti l'Associazione Calcio Polisportiva Afragolese nelle competizioni ufficiali della stagione 1986-1987.

## Rosa
| N. |                   | Ruolo | Calciatore           |
| -- | ----------------- | ----- | -------------------- |
|    | Italia (bandiera) |       | Campanella           |
|    | Italia (bandiera) | C     | Giancarlo Cantarelli |
|    | Italia (bandiera) |       | Cerullo              |
|    | Italia (bandiera) | D     | Alessandro Dati      |
|    | Italia (bandiera) | C     | Nello Di Costanzo    |
|    | Italia (bandiera) | A     | Gianfranco Eronia    |
|    | Italia (bandiera) | D     | Carmine Falso        |
|    | Italia (bandiera) | C     | Gennaro Fischetti    |
|    | Italia (bandiera) | C     | Bruno Govetto        |
|    | Italia (bandiera) | A     | Antonio Iazzetta     |
|    | Italia (bandiera) | A     | Pasquale Luiso       |
|    | Italia (bandiera) | C     | Michele Massaro      |

| N. |                   | Ruolo | Calciatore            |
| -- | ----------------- | ----- | --------------------- |
|    | Italia (bandiera) | D     | Ciro Milano           |
|    | Italia (bandiera) | C     | Gennaro Musella       |
|    | Italia (bandiera) | P     | Sabatino Paparo       |
|    | Italia (bandiera) | P     | Giovanni Pascarella   |
|    | Italia (bandiera) |       | Rufo                  |
|    | Italia (bandiera) | D     | Alberto Russo         |
|    | Italia (bandiera) | C     | Stefano Sacco         |
|    | Italia (bandiera) | A     | Antonio Scotti        |
|    | Italia (bandiera) |       | Serrao                |
|    | Italia (bandiera) | C     | Francesco Sorrentino  |
|    | Italia (bandiera) | A     | Gianfranco Stefanelli |
|    | Italia (bandiera) |       | Vallefuoco            |